# Мужайло, Николай Тимофеевич

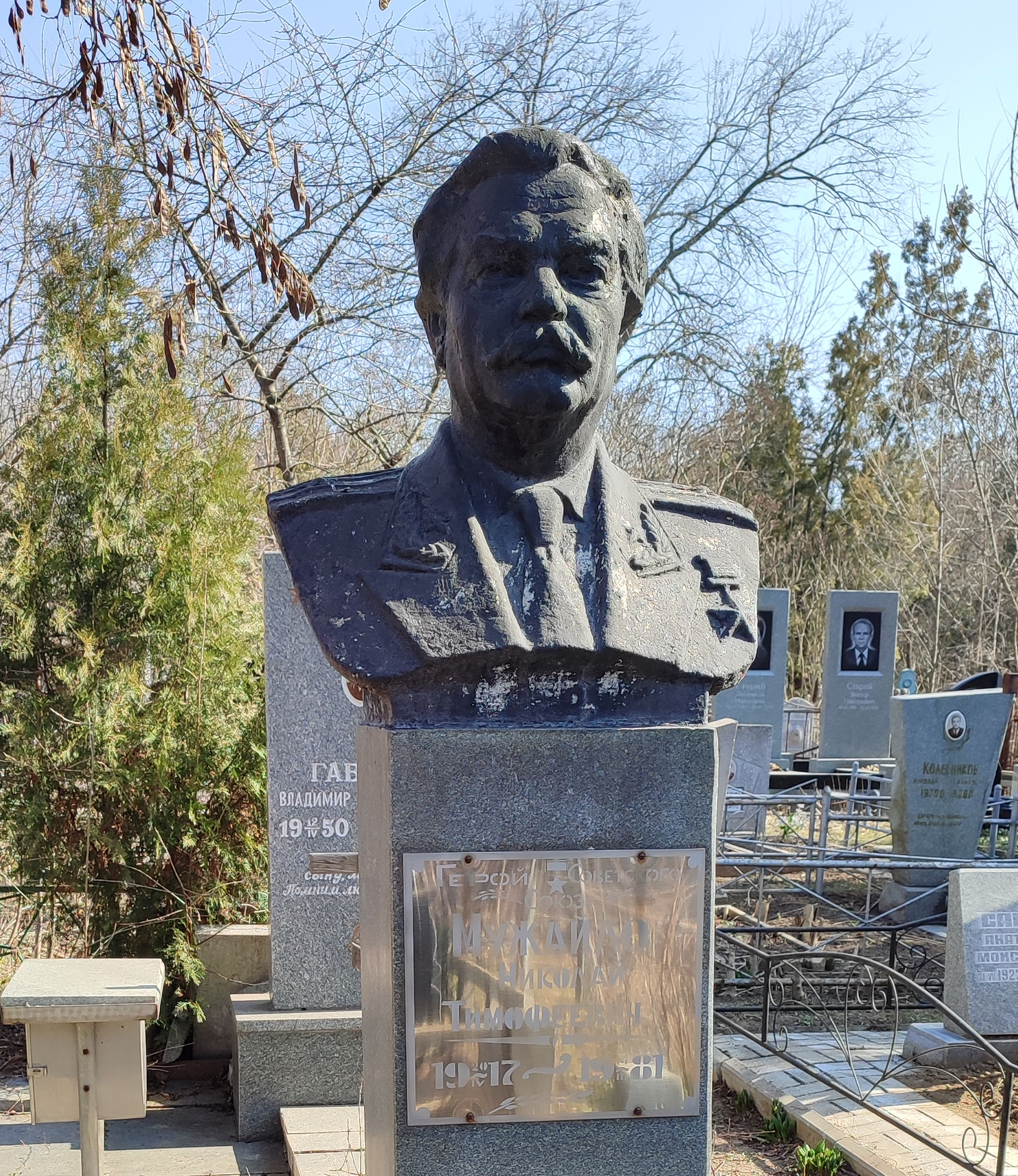
Бюст на могиле в Запорожье

Николай Тимофеевич Мужайло (1918—1981) — Гвардии майор Советской Армии, участник Великой Отечественной войны, Герой Советского Союза (1946).

## Биография
Николай Мужайло родился 20 апреля 1918 года в селе Озёра (ныне — Кобелякский район Полтавской области Украины). Окончил семь классов школы и Харьковский педагогический институт, после чего работал учителем в Харьковской области Украинской ССР. В 1939 году Мужайло был призван на службу в Рабоче-крестьянскую Красную Армию. В 1940 году он окончил школу воздушных стрелков-радистов. С 1941 года — на фронтах Великой Отечественной войны.
К маю 1945 года гвардии лейтенант Николай Мужайло был начальником связи эскадрильи 8-го гвардейского бомбардировочного авиаполка, (221-й бомбардировочной авиадивизии, 16-й воздушной армии, 1-го Белорусского фронта). К тому времени он совершил 332 боевых вылета, принял активное участие в 45 воздушных боях, сбив вместе со своим экипажем 10 вражеских самолётов.
Указом Президиума Верховного Совета СССР от 15 мая 1946 года за «образцовое выполнение боевых заданий командования по уничтожению живой силы и техники противника и проявленные при этом мужество и героизм» гвардии лейтенант Николай Мужайло был удостоен высокого звания Героя Советского Союза с вручением ордена Ленина и медали «Золотая Звезда» за номером 9076.
В 1946 году в звании майора Мужайло был уволен в запас. Проживал и работал в Запорожье. В 1953 году окончил Харьковское авиационное училище связи. Умер 15 марта 1981 года, похоронен на Осипенковском кладбище Запорожья.

## Награды
Был также награждён орденами Красного Знамени, Отечественной войны 1-й степени, Красной Звезды, рядом медалей.

## Память
Бюст Мужайло установлен в Кобеляках.